# Городище (Козовская поселковая община)
Городи́ще (укр. Городище) — село в Козовской поселковой общине Тернопольского района Тернопольской области Украины.
До 2020 года входило в Козовский район.
Код КОАТУУ — 6123082401. Население по переписи 2001 года составляло 959 человек.

## Географическое положение
Село Городище находится на правом берегу реки Высушка,
выше по течению на расстоянии в 3 км расположено село Дмуховцы,
ниже по течению на расстоянии в 1 км расположено село Млинцы,
на противоположном берегу — село Слободка.
Рядом проходят автомобильная дорога М-12 (E 50) иТ-2006

## История
- 1476 год — дата основания.

## Экономика
- Кирпичный завод.

## Объекты социальной сферы
- Школа.
- Дом культуры.
- Фельдшерско-акушерский пункт.

## Достопримечательности
- Братская могила советских воинов.